# Elaphoglossum ferrugineum
Elaphoglossum ferrugineum là một loài thực vật có mạch trong họ Lomariopsidaceae. Loài này được (Linden) T. Moore mô tả khoa học đầu tiên năm 1857.